# Gymnophthalmus speciosus
Gymnophthalmus speciosus — вид ящірок родини гімнофтальмових (Gymnophthalmidae). Мешкає в Мексиці, Центральній і Південній Америці.

## Підвиди
Виділяють три підвиди:
- Gymnophthalmus speciosus speciosus (Hallowell, 1861);
- Gymnophthalmus speciosus birdi Stuart, 1939;
- Gymnophthalmus speciosus sumichrasti (Cope, 1876).

## Поширення і екологія
Gymnophthalmus speciosus поширені від Мексики (на південь від перешийка Теуантепек) і Гватемали до Колумбії і Венесуели. Вони живуть в сухих і вологих рівнинних тропічних лісах, серед опалого листя, трапляються на луках і галявинах. Відкладають яйця.